# Sans Souci (album)
Sans Souci is het zesde studioalbum van de Australische punkband Frenzal Rhomb. Het album werd in 2003 uitgegeven door het platenlabel Epitaph Records in Australië en door Fat Wreck Chords in de Verenigde Staten en elders in de wereld. Beide versies van het album zijn uitgegeven op cd.

## Nummers
Een alternatieve versie van het nummer "Cocksucker" is al eerder verschenen op het compilatiealbum Uncontrollable Fatulence.
1. "Stand Up & Be Cunted" - 0:52
2. "Russell Crowe's Band" - 1:12
3. "Punisher" - 3:32
4. "Ballchef" - 1:19
5. "Bucket Bong" - 2:32
6. "Looking Good" - 2:36
7. "Greyhound" - 1:43
8. "Lead Poisoned Jean" - 2:10
9. "Who'd Be a Cop?" - 2:31
10. "White World" - 2:01
11. "Cocksucker" - 3:00
12. "World's Fuckedest Cunt" - 2:31
13. "60, Beautiful & Mine" - 2:53
14. "I Went Out With a Hippy and Now I Love Everyone Except For Her" - 2:58
15. "All the Kids are Having Kids" - 1:51
16. "You'll Go to Jail" - 1:36

## Band
- Tom Crease - basgitaar, achtergrondzang
- Gordy Foreman - drums, achtergrondzang
- Lindsay McDougall - gitaar, achtergrondzang
- Jason Whalley - zang, gitaar